# Ethniu

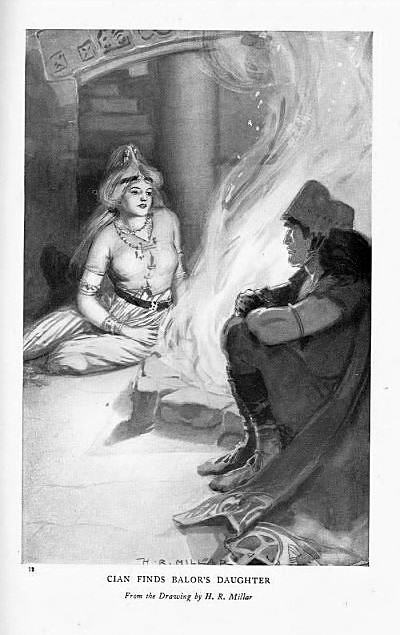
"Cian incontra la figlia di Balor", disegnato da H.R. Millar, c.1905.

Nella mitologia irlandese, Ethniu (antico irlandese /ˈeθʲnʲu/, Eithne /ˈehnʲə/; o anche Ethliu, Ethlinn, e una serie di altre pronunce – vedi sotto) era la figlia di Balor, re dei Fomoriani.
Ethniu è una figura centrale nella mitologia irlandese in quanto molti dei ed eroi sono collegati ad essa. Suo marito era Cian, figlio di Dian Cecht anche se secondo alcune versioni il suocero di Eithnu era Dagda. I suoi figli furono Lugh Lámhfada e Delbáeth. I suoi nipoti erano Cúchulainn e Fionn mac Cumhail. A causa delle relazioni di Ethniu le tre razze differenti dei Fomoriani, Túatha Dé Danann e Milesi si unirono nei suoi discendenti.
Ethniu è meglio conosciuta come la madre di Lugh. La sua unione con Cian dei Túatha Dé Danann, viene descritta nei primi testi come un semplice matrimonio dinastico, ma il folklore successivo riserva una storia più evoluta, similare alla nascita di Perseo nella mitologia greca. Secondo la profezia Balor doveva essere ucciso da suo nipote. Per sfuggire al suo destino segregò Ethniu in una torre di cristallo per evitare che restasse incinta. Cian, con l'aiuto della druida Birog, riuscì a penetrare nella torre e a sedurla. Ethniu diede alla luce tre gemelli ma Balor li gettò nell'oceano. Due di essi affondarono o furono tramutati in foche, ma Birog ne salvò uno, Lugh, e lo affidò a Manannan mac Lir, che divenne suo padre adottivo.
Ethniu è un raffinato esempio delle difficoltà inerenti alle ricerche sulla mitologia irlandese. L'antica versione del suo nome è probabilmente Ethliu o Ethniu, che ha dato sviluppo al nome moderno irlandese Eithne. Le variazioni del nome sono dovute ai cambiamenti nell'irlandese, alla mancanza di pronunce standard per molti secoli, e ai tentativi di anglicizzare i nomi. L'ignoranza linguistica ha ulteriormente confuso il problema: la forma genitiva, come in mac Ethlenn ("figlio di Ethliu"), è stata spesso scambiata per un nominativo, o ne è stata dedotto un nominativo errato. Altre varianti sono: Ethlinn, Ethnea, Eithliu, Ethlend, Ethnen, Ethlenn, Ethnenn, Ethne, Aithne, Enya, Aine, Ena, Etney, Eithnenn, Eithlenn, Eithna, Ethni, Edlend, Edlenn.
Sebbene la maggior parte dei testi dichiari che era la figlia di Balor, ci sono due differenti linee di parentela nell'antico testo intitolato 'Baile in Scáil'. Una versione riferisce che Lugh Lámhfada è "Lug mac Ethlend maic Tigernmais" mentre un'altra lo chiama "Ethnen m.Smretha m.Tigernmais". James Bonwick, nel suo libro "Irish Druids and Old Irish Religions" (1894),
mette in relazione Tigernmas con Balor. Questo sembra confermato dalla lettura di 'Baile in Scáil'. Come Tigernmas viene attribuito per l'introduzione del culto del dio Crom Cruach, egli sembra collegare Balor e Crom in alcune maniere. In entrambi i casi, è interessante il fatto che Ethlend sarebbe riferita come mac (figlio di) piuttosto che ingen (figlia di); alcuni manoscritti del Lebor Gabála Érenn si riferiscono a lei (incoerentemente) come padre di Lugh, suggerendo quindi in entrambi i casi confusioni di scrittura o un'ambigua androginia. R. A. Stewart Macalister suggerisce anche che Cethlenn era originariamente una variante di Ethlenn nata dalla frequente identificazione di Lugh come Lugh Mac Ethlenn (Mac Ethlenn → Mac Cethlenn).
Il nome Ethniu al giorno d'oggi è ancora famoso. La nota musicista e cantante irlandese Enya, ad esempio, si chiama Eithne.

## Fonti
- Lebor Gabála Érenn, edited and translated by R A Stewart Macalister, D. Litt. Part IV.